# Mesobatrachia
A Mesobatrachia a kétéltűek osztályába és a békák vagy farkatlan kétéltűek (Anura) rendjébe tartozó alrend.

## Rendszerezés
Az alrendbe az alábbi családok tartoznak
- Csücskösásóbéka-félék (Megophryidae) (Bonaparte, 1850) – 123 faj
- Ásóbékafélék (Pelobatidae) (Bonaparte, 1850) – 4 faj
- Lapátlábúbéka-félék (Scaphiopodidae) (Cope, 1865) – 7 faj
- Iszaptúróbéka-félék (Pelodytidae) (Bonaparte, 1850) – 5 faj
- Nagyorrúbéka-félék (Rhinophrynidae)  (Günther, 1859) – 1 faj
- Pipabékafélék (Pipidae)  (Gray, 1825) – 30 faj